# Rezerwat przyrody Goszczanowskie Źródliska
Goszczanowskie Źródliska im. Prof. Ludwika Lipnickiego – rezerwat przyrody w województwie lubuskim, w powiecie strzelecko-drezdeneckim, w gminie Drezdenko.
Rezerwat typu leśnego, z dominującym przedmiotem ochrony – fitocenotycznym, zbiorowisk leśnych oraz głównym typem ekosystemu – leśnym i borowym, lasów mieszanych nizinnych.
Rezerwat położony jest w granicach obszaru Natura 2000 PLB 300015 Puszcza Notecka.
- dokument powołujący – zarządzenie nr 17/2009 Regionalnego Dyrektora Ochrony Środowiska w Gorzowie Wlkp. z dnia 1 września 2009 r.
- położenie gmina Drezdenko, nadleśnictwo Karwin, obręb leśny Rąpin, zlokalizowany jest na południowym brzegu Stawu Goszczanowskiego na odcinku ok. 2,4 km, obejmującym strome zbocza nad Stawem Goszczanowskim oraz leżące w części wschodniej bagna i wrzosowiska[3].
- przedmiot ochrony – zachowanie cennych siedlisk przyrodniczych – łęgu źródliskowego z licznymi gatunkami roślin kwiatowych oraz lasu klonowo-lipowego, stanowiącego zboczowy las wielogatunkowy i wielowarstwowy[1]

Powierzchnia rezerwatu wynosi 22,61 ha. Obszar rezerwatu objęty jest ochroną czynną.